# The Driller Killer – Der Bohrmaschinenkiller
The Driller Killer – Der Bohrmaschinenkiller ist ein US-amerikanischer Thriller von Abel Ferrara aus dem Jahr 1979. Der Film, der Elemente des Slasher- und Giallo-Genres enthält, ist nach dem Pornofilm 9 Lives of a Wet Pussy der eigentliche Debütfilm von Ferrara und galt als im Vereinigten Königreich als einer der berüchtigten Video Nasties.

## Handlung
Der Maler Reno Miller betritt mit seiner Freundin Carol eine katholische Kirche. Dort trifft er auf seinen Vater, von dem er sich entfremdet hat. Als dieser seine Hand ergreift, fliehen die beiden aus der Kirche. Sein Vater hat ihm einen Zettel zugesteckt, in dem er um ein Treffen bittet, doch Reno tut so als würde er den mittlerweile obdachlosen Mann nicht kennen.
Reno hat Geldsorgen. Als mehrere Rechnungen ankommen, weiß er nicht, wie er das Geld aufbringen soll. Zwar teilt er sich das Apartment am Union Square mit seiner Freundin und deren lesbischer, aber drogenabhängigen Geliebten Pamela, doch das Geld reicht hinten und vorne nicht. Er bittet den Kunsthändler Dalton um ein Darlehen, doch der lehnt ab, da er Reno bereits Geld geliehen hat. Allerdings stellt er ihm Geld in Aussicht, wenn er das versprochene Meisterstück, an dem er gerade arbeitet, bis Ende der Woche anbietet.
Am nächsten tag probt die No-Wave-Band The Roosters in einem nahe gelegenen Apartment, was Reno nervt und frustriert. Um 2 Uhr morgens, nachdem er weder zum Schlafen, noch zum Arbeiten kam, bekommt er Visionen von sich im Blut und verlässt die Wohnung. Bei einem Spaziergang trifft er auf einen schlafenden obdachlosen Mann und beginnt diesen zu beschimpfen. Reno versteckt sich mit dem Mann in der Gasse, als sie sehen, wie jugendliche Bandenmitglieder einen anderen Obdachlosen jagen. Als die Bandenmitglieder außer Sichtweite sind, lässt Reno den Mann zu Boden fallen und geht davon, wobei er schwört, dass er nicht wie ein Obdachloser enden wird.
Am nächsten Tag beschwert sich Reno bei dem Vermieter über den Krach der Band, doch dem Vermieter ist seine Beschwerde egal. Stattdessen verlangt er die schuldige Miete. Anschließend schenkt er Reno einen gehäuteten Hasen. Zuhause bereitet er den Hasen zu, wobei er mehrfach auf ihn einsticht. Als die Band erneut anfängt zu spielen, bekommt Reno Visionen und hört Stimmen. Anschließend geht er mit einer batteriebetriebenen Bohrmaschine nach draußen und tötet einen Obdachlosen.
Am nächsten Abend wollen Carol und Reno in einem Nachtclub The Roosters anschauen, doch Reno treibt die Musik in den Wahnsinn. Er verlässt den Club und beginnt erneut zu morden. Nachdem er einige obdachlose Männer getötet hat, kehrt er im Morgengrauen nach Hause und schläft ein.
Tony Coca-Cola, ein Musiker, bittet Reno ihn zu porträtieren. Für 500 US-Dollar nimmt Reno den Auftrag an und malt Tony, während dieser mit seiner Gitarre posiert und Pamela küsst. Nach getaner Arbeit geht Reno los und tötet einen weiteren Mann. Anschließend geht er heim und beendet sein „Meisterwerk“. Am nächsten Tag zeigt er es zusammen mit Carol Dalton, dem das Gemälde jedoch nicht zusagt. Als Reno daraufhin nicht reagiert, kommt es zum Streit mit ihm und Carol. Carol zieht wutentbrannt aus und kehrt zu ihrem Ex-Mann Stephen zurück. Reno ruft Dalton an und lockt ihn unter einem Vorwand in sein Apartment. Während The Roosters proben, tötet er Dalton. Als Pamela die Leiche findet, wird auch sie ein Opfer von Reno.
Reno dringt anschließend in das Apartment von Stephen ein und tötet diesen zunächst und versteckt die Leiche. Dann versteckt er sich unter dem Bett. Als Carol aus der Dusche kommt und sich ins Bett legt, ruft sie nach Stephen. Ihr Schicksal bleibt offen.

## Hintergrund
The Driller Killer ist ein Low-Budget-Film, den Ferrara mit seiner Produktionsfirma Navaron Films zwischen 1977 und 1978 drehte. Dabei nutzte er sein eigenes Apartment sowie den angrenzenden Union Square als Drehort. Als Darsteller verpflichtete er unbekannte Schauspieler. Die Hauptrolle übernahm er selbst, nachdem er keinen geeigneten Hauptdarsteller fand. Der Film enthielt für seine Zeit sehr gewalttätige Szenen und war einer der ersten, der New York City als gefährliche, fast apokalyptische Stadt zeigte. Ferrara sah den Film weniger als Horrorfilm an, sondern eher als schwarzhumorig. Da er damals noch nicht über die Kenntnisse späterer Werke verfügte, geriet der Film sehr hart und roh, an der Grenze zum Experimentalfilm. Er enthielt bereits viele Elemente späterer Werke von Ferrara, unter anderem religiöse, vom Katholizismus geprägte Bilder, extreme Gewalt, ein urbanes Setting sowie ein Soundtrack bestehend aus experimenteller und elektronischer Musik. Einen großen Einfluss auf Ferrara hatten dabei ähnlich kontroverse Filme wie Die 120 Tage von Sodom (1975) und Taxi Driver (1976).
Der Film wurde im Vereinigten Königreich 1984 als sogenannter „Video Nastie“ von der British Board of Film Classification (BBFC) verboten. Das Verbot hielt sich bis 1999. Erst 2002 wurde er ungeschnitten veröffentlicht. Auch in anderen Ländern wurde er verboten oder zensiert. In Deutschland war er lange Jahre nicht erhältlich. In den Vereinigten Staaten erhielt er ein X-Rating.
Der Film fällt in den vereinigten Staaten in die Public Domain und ist über verschiedene Seiten streambar, unter anderem im Internet Archive, auf YouTube sowie auf Wikimedia Commons. in Deutschland, Österreich und der Schweiz ist die Regelschutzfrist jedoch noch nicht abgelaufen. In Deutschland wurde er von verschiedenen Firmen auf DVD vermarktet, wobei er auch als Bootleg bereits vorher erhältlich war. 2024 wurde er außerdem in das Programm von Prime Video aufgenommen.

## Kritiken
Christian Ihle bezeichnete den Film in einem Review für Taz.de als „wirre[n], wilde[n] Film, wunderbar zwischen den Stühlen Kunst und Popkultur, Arthouse und Exploitation sitzend. Wenn man sich für das Kino an den Rändern interessiert, komm[e] man an Driller Killer nicht vorbei.“ Die Filmzeitschrift Cinema dagegen resümierte „Zu Recht vergessenes Frühwerk von Ferrara (Bad Lieutenant). Will wohl (auch) Kunst sein, kann aber weg.“